# سيري بروك يوهانسن
سيري بروك يوهانسن (بالنرويجية: Siri Broch Johansen)‏ (9 مارس 1967)؛ كاتِبة، مؤلِّفة أغانٍ وشاعرة نرويجية.